# Давыдов, Сергей Павлович
Сергей Павлович Давыдов (20 апреля 1957, Усть-Каменогорск — 8 октября 2017, Крещатик, Черкасская область) — советский хоккеист, нападающий. Мастер спорта СССР.

## Биография
Родился в Усть-Каменогорске, куда родители Павел и Светлана Давыдовы прибыли из Забайкалья. Брат Валерий был на четыре года старше, занимался футболом.
Учился в средней школе № 12. Играл в команде «Спутник-3». В сезоне 1972/73 в составе юношеской команды «Торпедо» Усть-Каменогорск под руководством Владимира Решетникова стал победителем домашнего зонального турнира. Через год команда в финале заняла 6-е место, Давыдов был признан лучшим нападающим.
Воспитанник спортклуба «Алтай» Первый тренер — Ю. Тархов, затем — В. Польшакова. Лучший нападающий турнира «Дружба» (ноябрь 1974, Гданьск). В первой лиге дебютировал 8 декабря 1974 года в матче против киевского «Сокола».
В начале 1976 года приглашался Николаем Эпштейном в новосибирскую «Сибирь». Серебряный призёр и лучшим снайпером молодёжного чемпионата СССР (1976) — 14 шайб в 8-ми играх.
Перед сезоном 1977/78 перешёл в киевский «Сокол». Став в том сезоне лучшим снайпером клуба (34 шайбы), вышел с командой в высшую лигу, где провёл 10 сезонов. Бронзовый призёр чемпионата 1984/85 гг. Лучший снайпер «Сокола» в чемпионате СССР — 172 шайбы. Один раз забил четыре шайбы в матче, сделал пять хет-триков и 27 дублей. По итогам сезона 1985/86 вместе со спартаковцем Сергеем Агейкиным стал лауреатом приза «Рыцарь атаки». Всего в высшей лиге провел 403 матча, забросил 138 шайб, сделал 103 результативные передачи.
Сезон 1987/88 завершал в ШВСМ. Затем играл в «Олимпии» Любляна.
Неудачи в бизнесе привели к разрыву с женой и двумя дочерьми, которые остались в Любляне. Стал жить в деревне Крещатик Черкасской области Украины, сдавал в аренду лодки на Каневском водохранилище.
Скончался 8 октября 2017 в возрасте 60 лет.